# Heaven (pel·lícula de 1987)
Heaven és una pel·lícula documental de 1987 sobre creences sobre la vida després de la mort i el cel en particular. La pel·lícula va ser escrita, dirigida i produïda per Diane Keaton, i compta amb una banda sonora de Howard Shore. Fou projectada com a part de la secció informativa al XX Festival Internacional de Cinema Fantàstic de Sitges.